# Shlomit Aharon
Shlomit Aharon (en hébreu : שלומית אהרון), née le 10 juillet 1950 à Tel Aviv, est une chanteuse israélienne.

## Biographie
Elle est née à Tel Aviv, Entre 1975-2002, elle a chanté dans un groupe "Habibi", Avec eux, elle a représenté Israël Concours Eurovision de la chanson 1981.
Elle est la voix de Ariel dans la version en hébreu du film La Petite Sirène.